# José de Valdivielso
José de Valdivielso (* um 1560 in Toledo; † 19. Juni 1638 in Madrid) war ein spanischer Lyriker und Dramatiker.

## Leben
José de Valdivielso schlug eine klerikale Laufbahn ein und wurde Kaplan in Toledo. Zu seinen Freunden gehörten die spanischen Dichter Miguel de Cervantes und Lope de Vega. In seinem schriftstellerischen Werk widmete er sich nur religiösen Gegenständen. Er verfasste unter dem Titel Vida, excelencias y muerte del gloriosísimo patriarca y esposo de Nuestra Señora San Ioseph (Toledo 1604; neue Ausgabe in Biblioteca de Autores Españoles 29, 1854) ein episches Gedicht über den heiligen Joseph, das zu den am häufigsten gelesenen Werken des spanischen Barock zählt. Auch schrieb er in schlichtem Stil geistliche Lyrik und fünfzehn Autos sacramentales.

## Weitere Werke (Auswahl)
- Primera parte del romancero espiritual, Toledo 1612
- Sagrario de Toledo, heroisches Gedicht, Madrid 1616
- Doce autos sacramentales y dos comedias divinas, Toledo 1622